# قائمة أسماء العناصر الكيميائية وأصلها
قائمة لأصول أسماء العناصر الكيميائية
| R8 | X1 |

| R8 | X1 |

| O34 · D46 | G17 | F21 · D4 |

| O34 · D46 | G17 | F21 · D4 |